# تاماش کانچال
تاماش کانچال (مجاری: Tamás Kancsal؛ زادهٔ ۱۷ اکتبر ۱۹۵۱) ورزشکار دو و میدانی اهل مجارستان است.
وی در مسابقات کشوری و بین‌المللی در مجموع برندهٔ ۱ مدال برنز شده‌است.